# Steinkirchner Straße 22 (Gräfelfing)

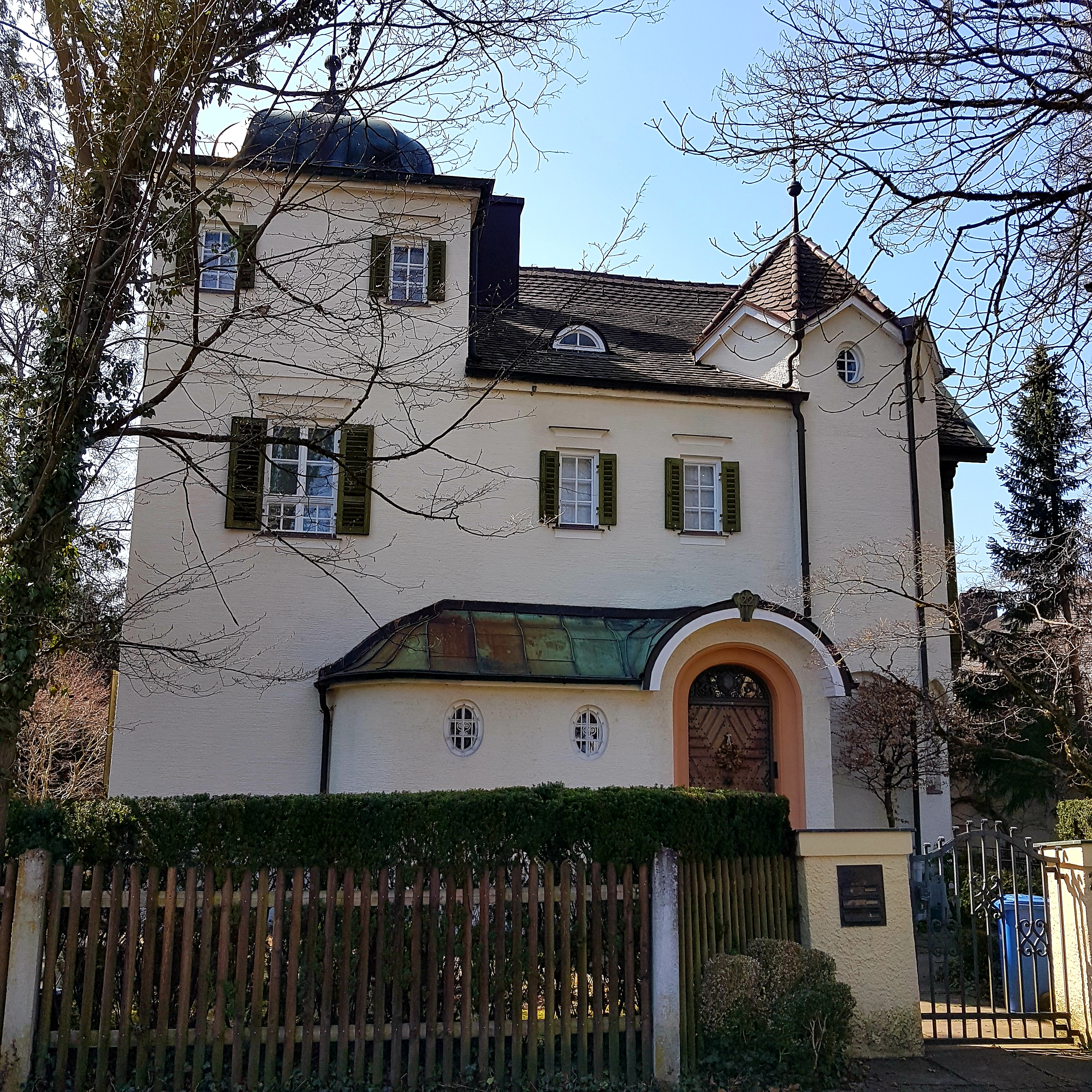
Villa Steinkirchner Straße 22 in Gräfelfing

Das Gebäude Steinkirchner Straße 22 in Gräfelfing, einer Gemeinde im oberbayerischen Landkreis München, wurde um 1905 errichtet. Die Villa ist ein geschütztes Baudenkmal.
Der zweigeschossige Satteldachbau mit zwei eingestellten Ecktürmen, Veranden und Balkonen an beiden Giebelseiten wurde von den Architekten Johann Stadler und Julius Necker errichtet. Das Rundbogenportal ist in einen Vorbau integriert.
Die Garage wurde gleichzeitig erbaut.